# Samois-sur-Seine
Pour les articles homonymes, voir Samois.
Samois-sur-Seine est une commune française située dans le département de Seine-et-Marne, en région Île-de-France. En 2022, elle compte 2 066 habitants.

## Géographie

### Localisation
La commune de Samois-sur-Seine se trouve dans le département de Seine-et-Marne, en région Île-de-France. Son territoire s'étend sur environ 6 km le long de la Seine (rive gauche), en bordure de la forêt de Fontainebleau.
Elle se situe à 14,05 km par la route de Melun, préfecture du département et à 8,67 km de Fontainebleau, sous-préfecture. La commune fait en outre partie du bassin de vie de Fontainebleau.

### Communes limitrophes
Les communes les plus proches sont :

Héricy (1,2 km), Vulaines-sur-Seine (2,7 km), Samoreau (3,0 km), Féricy (3,9 km), Fontaine-le-Port (4,1 km), Bois-le-Roi (4,6 km), Avon (5,2 km), Chartrettes (5,2 km).
| Bois-le-Roi   | Fontaine-le-Port |                             |
|               | Samois-sur-Seine | Héricy                      |
| Fontainebleau | Avon             | Vulaines-sur-Seine Samoreau |

### Géologie et relief
L'altitude varie de 41 mètres à 115 mètres pour le point le plus haut, le centre du bourg se situant à environ 84 mètres d'altitude (mairie).
Géologiquement intégré au bassin parisien, qui est une région géologique sédimentaire, l'ensemble des terrains affleurants de la commune sont issus de l'ère géologique Cénozoïque (des périodes géologiques s'étageant du Paléogène au Quaternaire),.

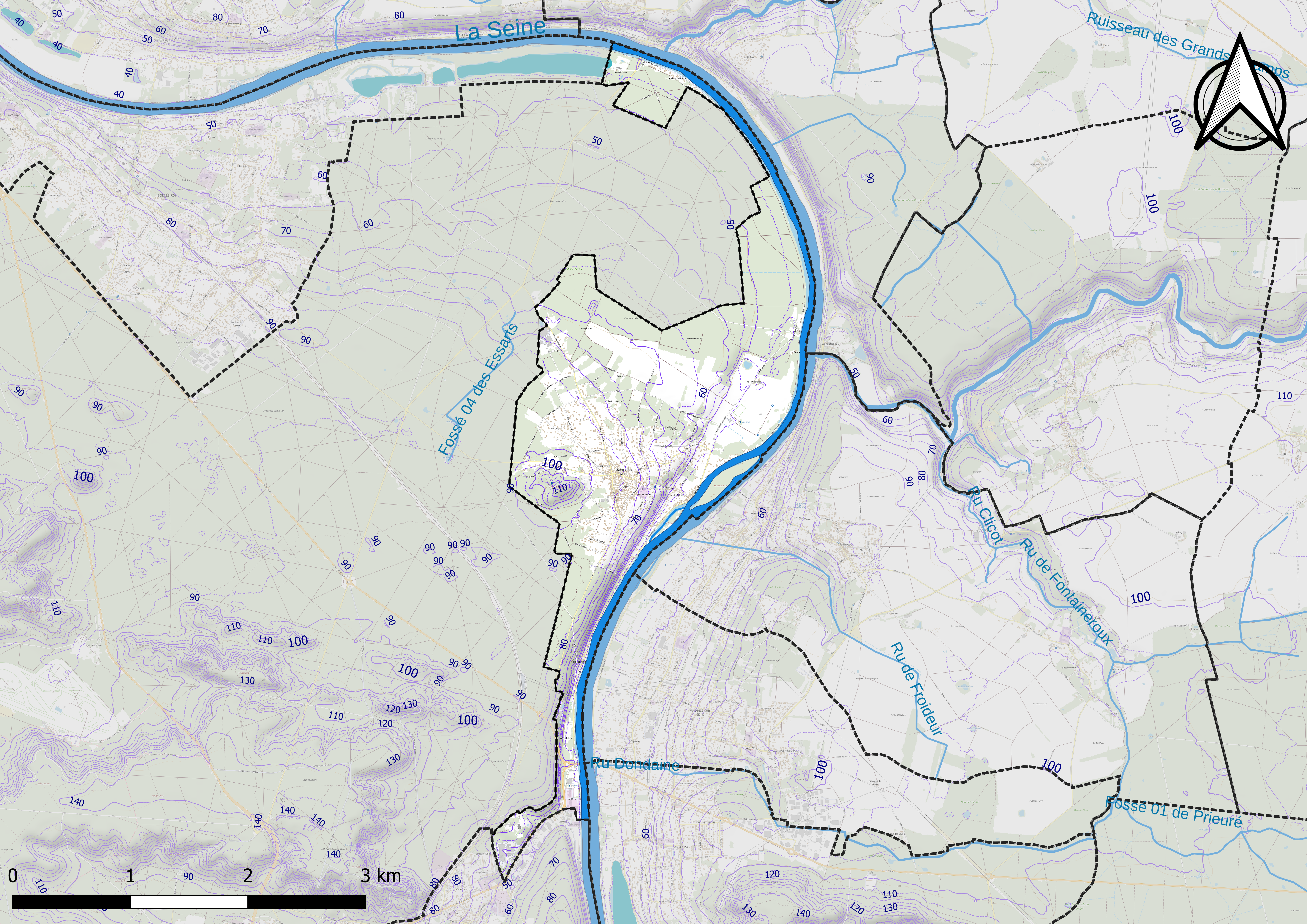
Carte du relief de Samois-sur-Seine.
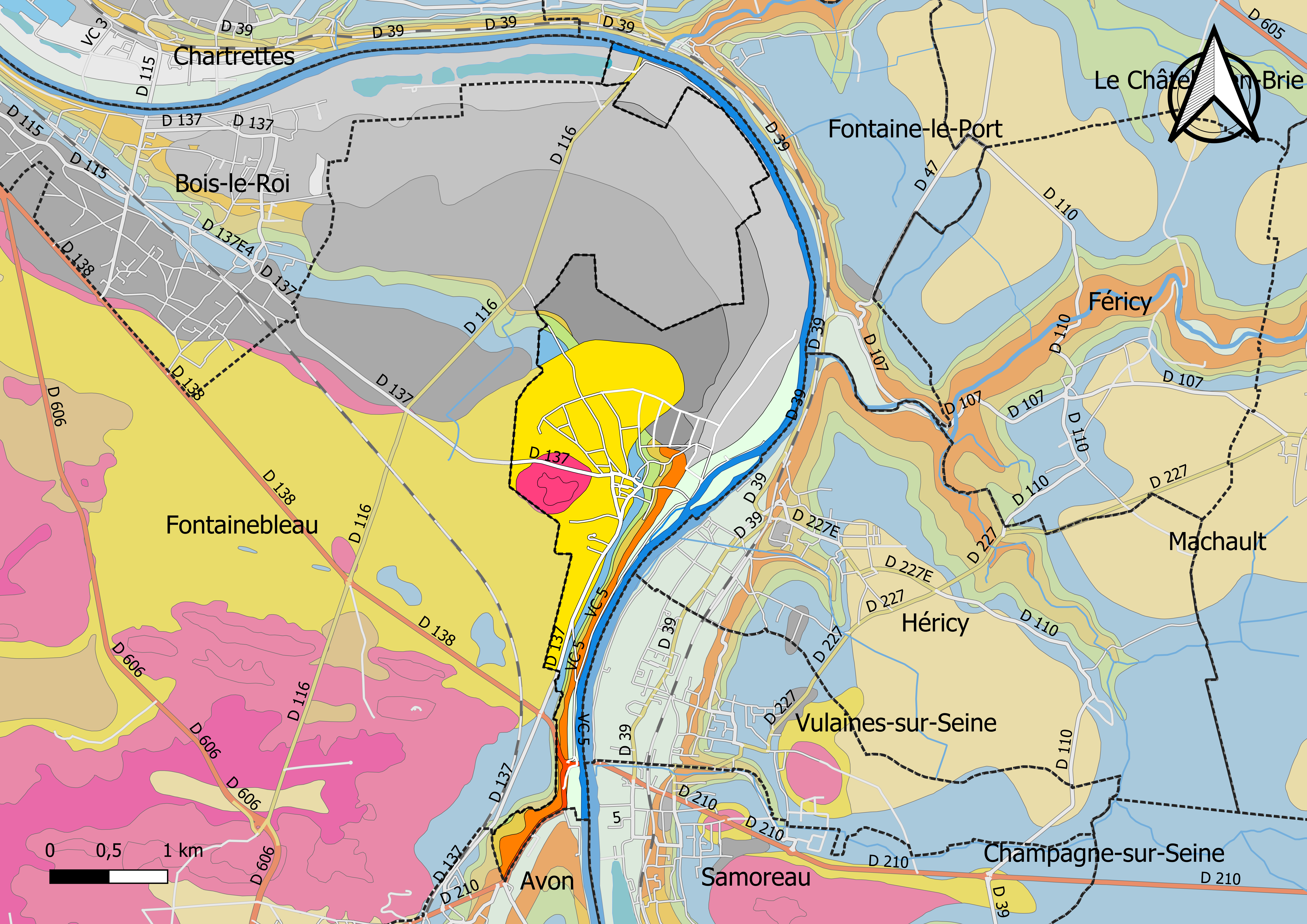
Carte géologique vectorisée et harmonisée de Samois-sur-Seine.

|  | CF : | Colluvions de versant et de fond de vallon.                                                                  |
|  | Fz : | Alluvions récentes : limons, argiles, sables, tourbes localement.                                            |
|  | Fy : | Alluvions anciennes (basse terrasse de 0–10 m) : sables et graviers colluvions alluvions et apports éoliens. |
|  | Fx : | Alluvions anciennes (moyenne terrasse de 10–20 m) : sables et graviers .                                     |
|  | Fw : | Alluvions anciennes de haute terrasse (terrasse de 20–30 m) : sables et graviers.                            |

|  | g1AR : | Argile verte, Glaises à Cyrènes et/ou Marnes vertes et blanches (Argile verte de Romainville) .      |
|  | g1CB : | Calcaire de Brie stampien et meulières plio-quaternaire indifférenciées.                             |
|  | g1GF : | Grès de Fontainebleau en place ou remaniés (grésification quaternaire de sables stampiens dunaires). |
|  | g1SF : | Sables de Fontainebleau, accessoirement grès en place ou peu remanié (versant).                      |

|  | e6-7CH-SO : | Calcaire de Champigny et Calcaire de Saint-Ouen indifférenciés.              |
|  | e7MS :      | Marnes supragypseuses : Marnes blanches de Pantin Marnes bleues d'Argenteuil |

La commune est classée en zone de sismicité 1, correspondant à une sismicité très faible.

### Hydrographie

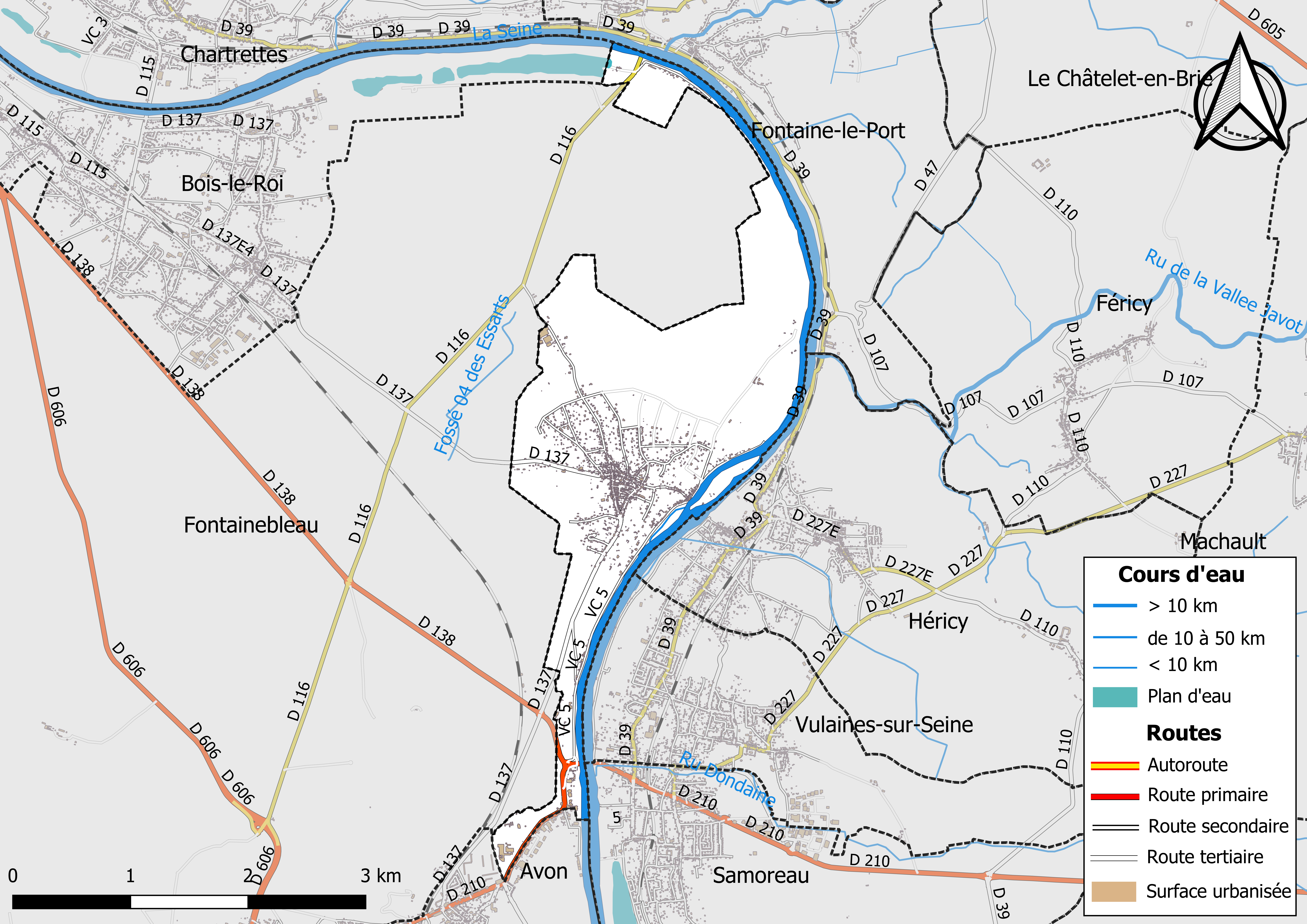
Carte des réseaux hydrographique et routier de Samois-sur-Seine.

Le système hydrographique de la commune se compose de trois cours d'eau référencés :
- la Seine, fleuve long de 774,76 km[8], ainsi que :
  - un bras de 0,54 km[9] ;
  - un bras de 1,06 km[10].

La longueur linéaire globale des cours d'eau sur la commune est de 8,89 km.
Les deux bras de la Seine sont séparés par deux îles : l'île aux Barbiers et l'île du Berceau.

### Climat
Pour des articles plus généraux, voir Climat de l'Île-de-France et Climat de Seine-et-Marne.
En 2010, le climat de la commune est de type climat océanique dégradé des plaines du Centre et du Nord, selon une étude du CNRS s'appuyant sur une série de données couvrant la période 1971-2000. En 2020, Météo-France publie une typologie des climats de la France métropolitaine dans laquelle la commune est exposée à un climat océanique altéré et est dans la région climatique Nord-est du bassin Parisien, caractérisée par un ensoleillement médiocre, une pluviométrie moyenne régulièrement répartie au cours de l’année et un hiver froid (3 °C).
Pour la période 1971-2000, la température annuelle moyenne est de 11,4 °C, avec une amplitude thermique annuelle de 15,6 °C. Le cumul annuel moyen de précipitations est de 715 mm, avec 11,2 jours de précipitations en janvier et 7,6 jours en juillet. Pour la période 1991-2020, la température moyenne annuelle observée sur la station météorologique la plus proche, située sur la commune de Fontainebleau à 6 km à vol d'oiseau, est de 11,1 °C et le cumul annuel moyen de précipitations est de 740,1 mm,. Pour l'avenir, les paramètres climatiques de la commune estimés pour 2050 selon différents scénarios d'émission de gaz à effet de serre sont consultables sur un site dédié publié par Météo-France en novembre 2022.

### Milieux naturels et biodiversité

#### Espaces protégés
La protection réglementaire est le mode d’intervention le plus fort pour préserver des espaces naturels remarquables et leur biodiversité associée,.
La réserve de biosphère « Fontainebleau et Gâtinais », créée en 1998 et d'une superficie totale de 150 544 ha, est un espace protégé sur la commune. Cette réserve de biosphère, d'une grande biodiversité, comprend trois grands ensembles : une grande moitié ouest à dominante agricole, l’emblématique forêt de Fontainebleau au centre, et le Val de Seine à l’est. La structure de coordination est l'Association de la Réserve de biosphère de Fontainebleau et du Gâtinais, qui comprend un conseil scientifique et un Conseil Éducation, unique parmi les Réserves de biosphère françaises,,,.

#### Réseau Natura 2000

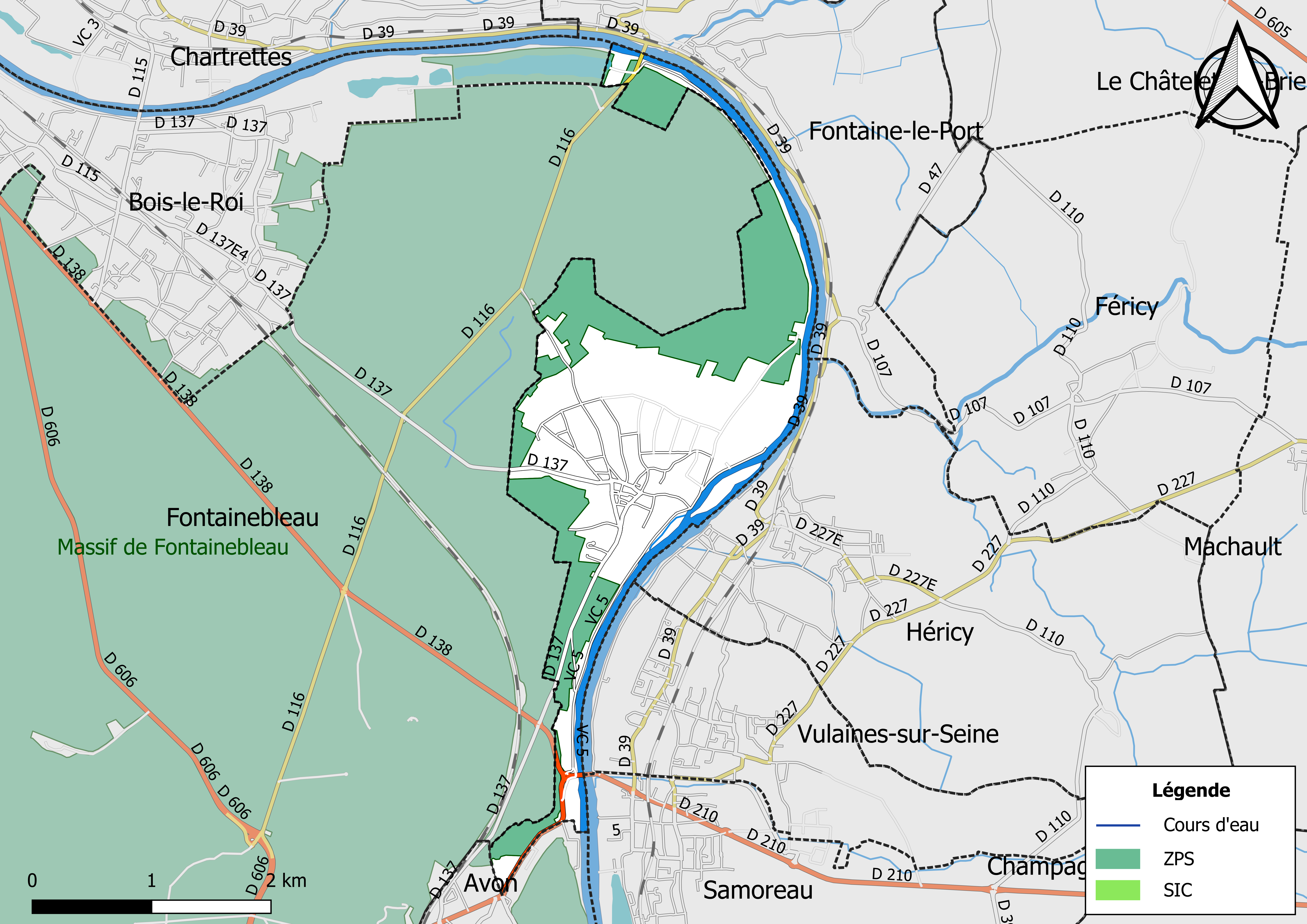
Sites Natura 2000 sur le territoire communal.

Le réseau Natura 2000 est un réseau écologique européen de sites naturels d’intérêt écologique élaboré à partir des Directives « Habitats » et « Oiseaux ». Ce réseau est constitué de Zones spéciales de conservation (ZSC) et de Zones de protection spéciale (ZPS). Dans les zones de ce réseau, les États Membres s'engagent à maintenir dans un état de conservation favorable les types d'habitats et d'espèces concernés, par le biais de mesures réglementaires, administratives ou contractuelles.
Un site Natura 2000 a été défini sur la commune, tant au titre de la « directive Habitats » que de la « directive Oiseaux » : le « Massif de Fontainebleau ». Cet espace constitue le plus ancien exemple français de protection de la nature. Les alignements de buttes gréseuses alternent avec les vallées sèches. Les conditions de sols, d'humidité et d'expositions sont très variées. La forêt de Fontainebleau est réputée pour sa remarquable biodiversité animale et végétale. Ainsi, elle abrite la faune d'arthropodes la plus riche d'Europe (3 300 espèces de coléoptères, 1 200 de lépidoptères) ainsi qu'une soixantaine d'espèces végétales protégées.

#### Zones naturelles d'intérêt écologique, faunistique et floristique
L’inventaire des zones naturelles d'intérêt écologique, faunistique et floristique (ZNIEFF) a pour objectif de réaliser une couverture des zones les plus intéressantes sur le plan écologique, essentiellement dans la perspective d’améliorer la connaissance du patrimoine naturel national et de fournir aux différents décideurs un outil d’aide à la prise en compte de l’environnement dans l’aménagement du territoire.
Le territoire communal de Samois-sur-Seine comprend une ZNIEFF de type 1,,, 
le « Massif de Fontainebleau » (20 711,14 ha), couvrant 18 communes dont 17 en Seine-et-Marne et 1 dans l'Essonne.
, et une ZNIEFF de type 2,, 
la « vallée de la Seine entre Melun et Champagne-sur-Seine » (1 062,65 ha), couvrant 15 communes du département.

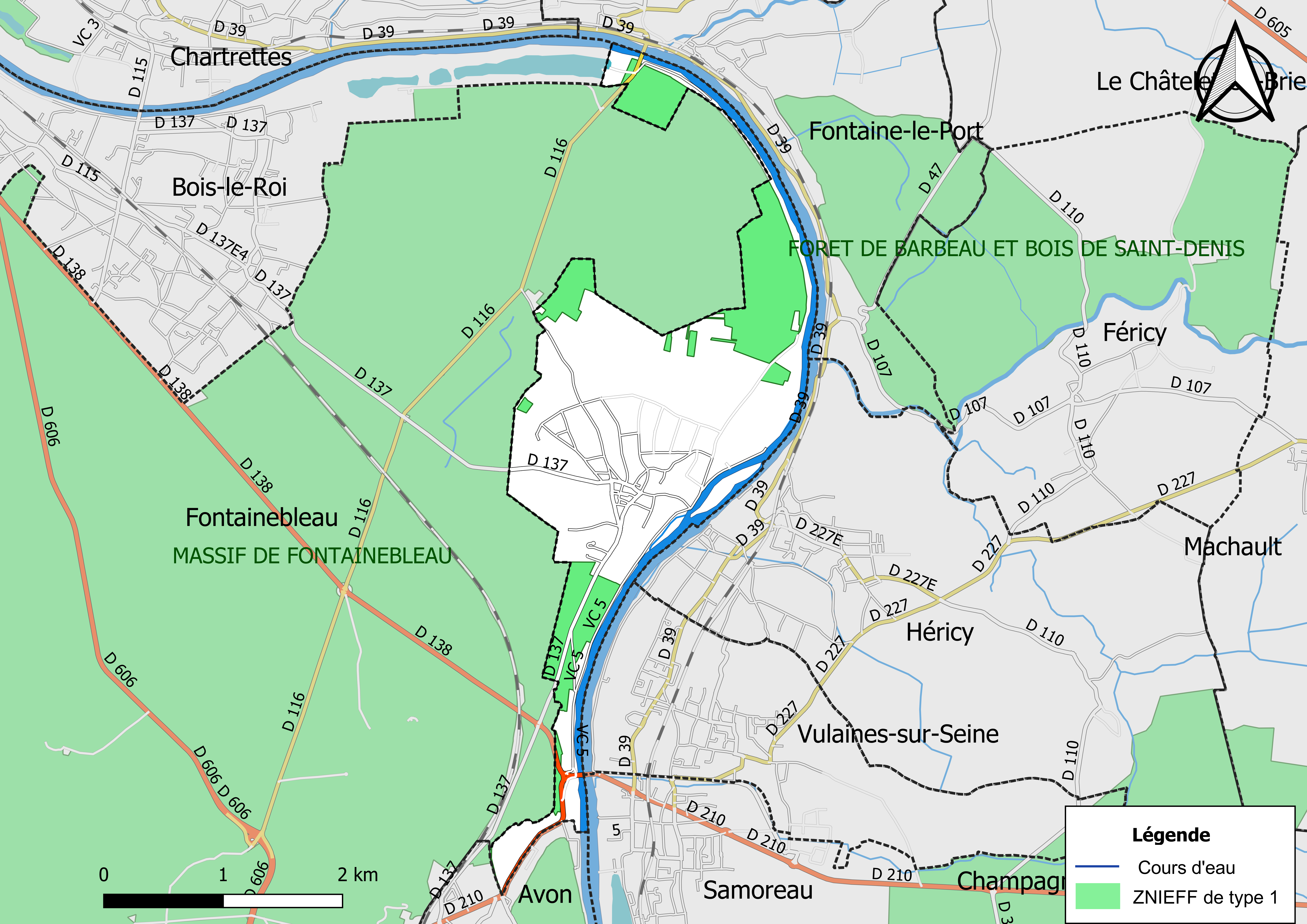
Carte des ZNIEFF de type 1 de la commune.
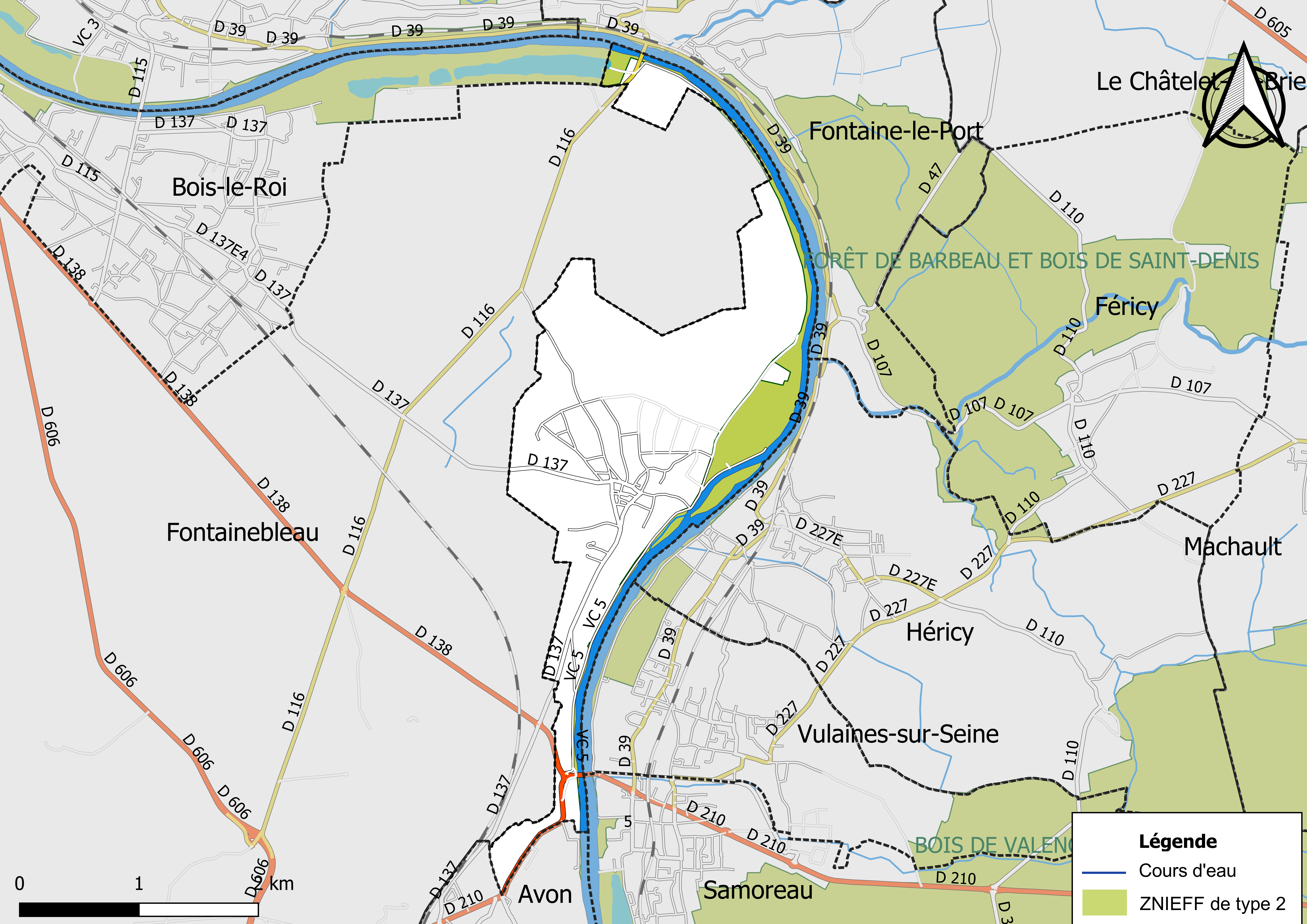
Carte des ZNIEFF de type 2 de la commune.

## Urbanisme

### Typologie
Au 1er janvier 2024, Samois-sur-Seine est catégorisée ceinture urbaine, selon la nouvelle grille communale de densité à sept niveaux définie par l'Insee en 2022.
Elle appartient à l'unité urbaine de Samois-sur-Seine, une unité urbaine monocommunale constituant une ville isolée,. Par ailleurs la commune fait partie de l'aire d'attraction de Paris, dont elle est une commune de la couronne,. Cette aire regroupe 1 929 communes,.

### Occupation des sols
L'occupation des sols de la commune, telle qu'elle ressort de la base de données européenne d’occupation biophysique des sols Corine Land Cover (CLC), est marquée par l'importance des forêts et milieux semi-naturels (49,8 % en 2018), en diminution par rapport à 1990 (51,2 %). La répartition détaillée en 2018 est la suivante : 
forêts (49,79 %), 
zones urbanisées (25,15 %), 
terres arables (13,62 %), 
eaux continentales (11,43 %).
| Type d’occupation | 1990      | 1990    | 2018      | 2018    | Bilan    |
| --- | --------- | ------- | --------- | ------- | -------- |
| Territoires artificialisés (zones urbanisées, zones industrielles ou commerciales et réseaux de communication, mines, décharges et chantiers, espaces verts artificialisés ou non agricoles) | 145,79 ha | 23,05 % | 159,08 ha | 25,15 % | 13,29 ha |
| Territoires agricoles (terres arables, cultures permanentes, prairies, zones agricoles hétérogènes)                                                                                          | 90,77 ha  | 14,35 % | 86,15 ha  | 13,62 % | −4,62 ha |
| Forêts et milieux semi-naturels (forêts, milieux à végétation arbustive et/ou herbacée, espaces ouverts sans ou avec peu de végétation)                                                      | 323,56 ha | 51,16 % | 314,88 ha | 49,79 % | −8,68 ha |
| Surfaces en eau (eaux continentales, eaux maritimes) | 72,30 ha  | 11,43 % | 72,30 ha  | 11,43 % | 0 ha     |

Parallèlement, L'Institut Paris Région, agence d'urbanisme de la région Île-de-France, a mis en place un inventaire numérique de l'occupation du sol de l'Île-de-France, dénommé le MOS (Mode d'occupation du sol), actualisé régulièrement depuis sa première édition en 1982. Réalisé à partir de photos aériennes, le Mos distingue les espaces naturels, agricoles et forestiers mais aussi les espaces urbains (habitat, infrastructures, équipements, activités économiques, etc.) selon une classification pouvant aller jusqu'à 81 postes, différente de celle de Corine Land Cover,,. L'Institut met également à disposition des outils permettant de visualiser par photo aérienne l'évolution de l'occupation des sols de la commune entre 1949 et 2018.

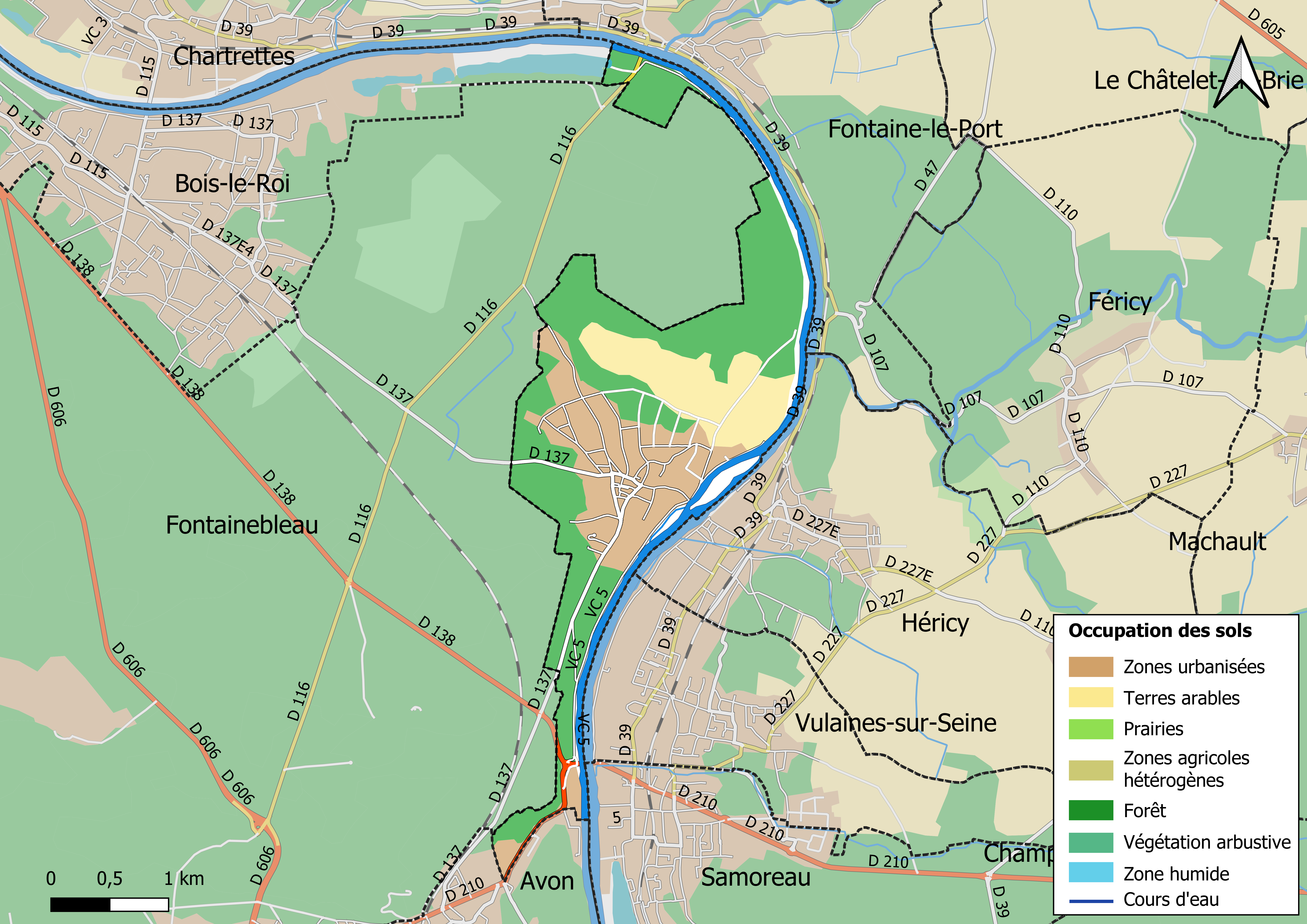
Carte des infrastructures et de l'occupation des sols en 2018 (CLC) de la commune.
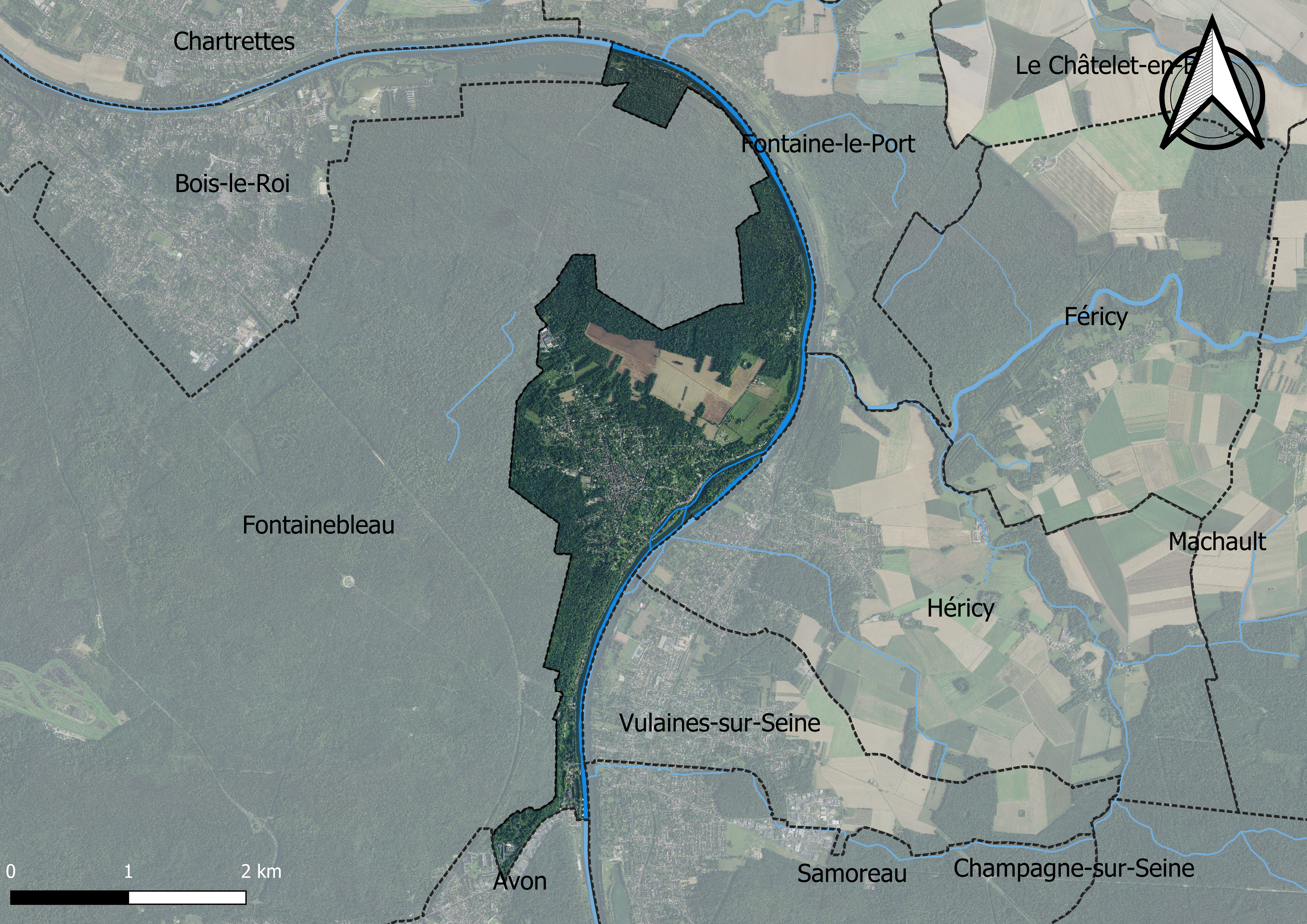
Carte orhophotogrammétrique de la commune.

### Lieux-dits et écarts

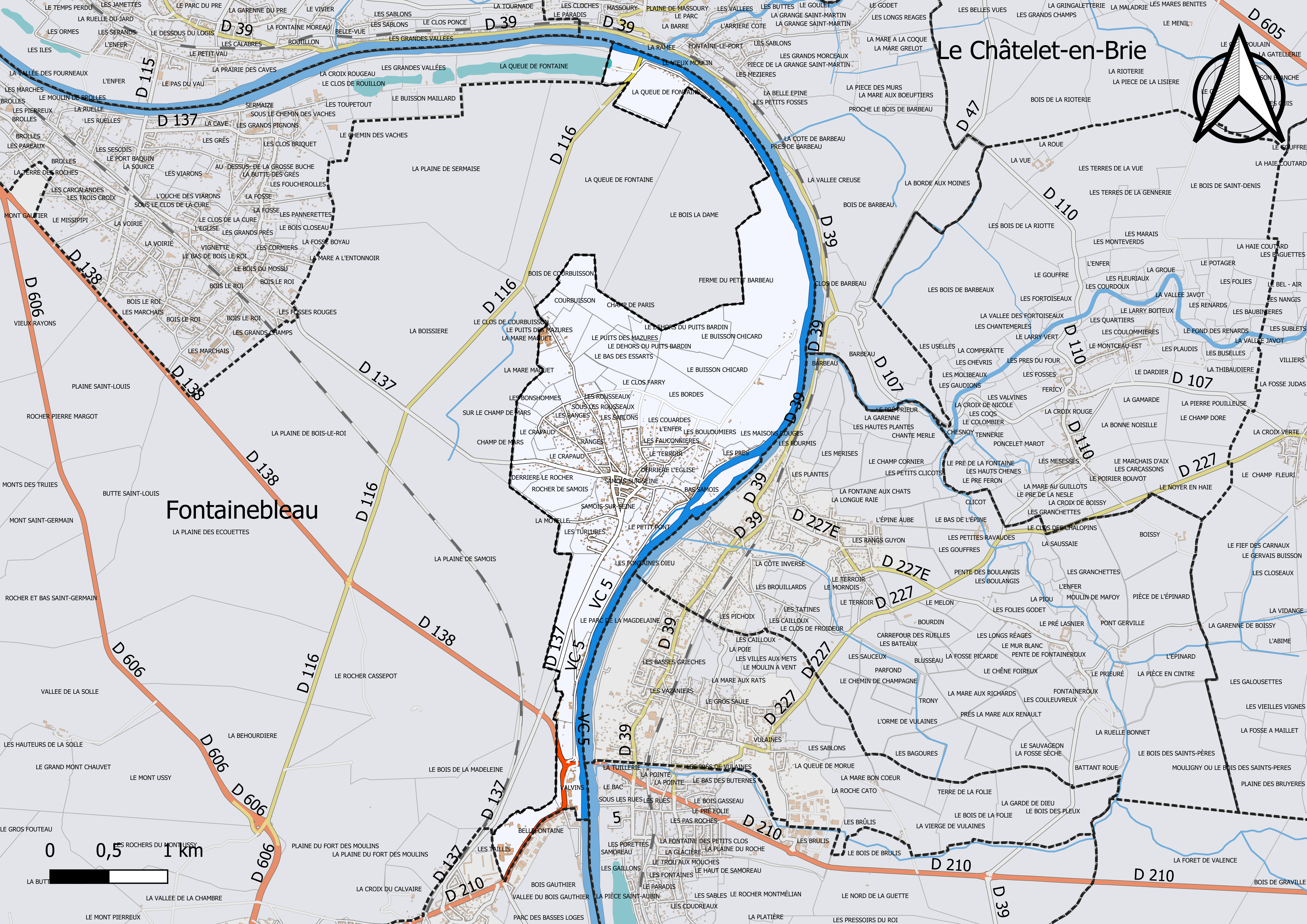
Carte du cadastre de la commune de Samois-sur-Seine.

La commune compte 58 lieux-dits administratifs répertoriés consultables ici dont la Queue-de-Fontaine (en bordure de Bois-le-Roi), Courbuisson, le Petit-Barbeau, Bellefontaine (château) et Valvins (partagé avec Avon) (source : le fichier Fantoir).

### Logement
En 2016, le nombre total de logements dans la commune était de 1 086 dont 89,8 % de maisons et 9,9 % d'appartements.
Parmi ces logements, 79 % étaient des résidences principales, 12,1 % des résidences secondaires et 8,9 % des logements vacants.
La part des ménages fiscaux propriétaires de leur résidence principale s'élevait à 73,7 % contre 22,9 % de locataires, dont 2,6 % de logements HLM loués vides (logements sociaux) et 3,4 % logés gratuitement.

### Voies de communication et transports

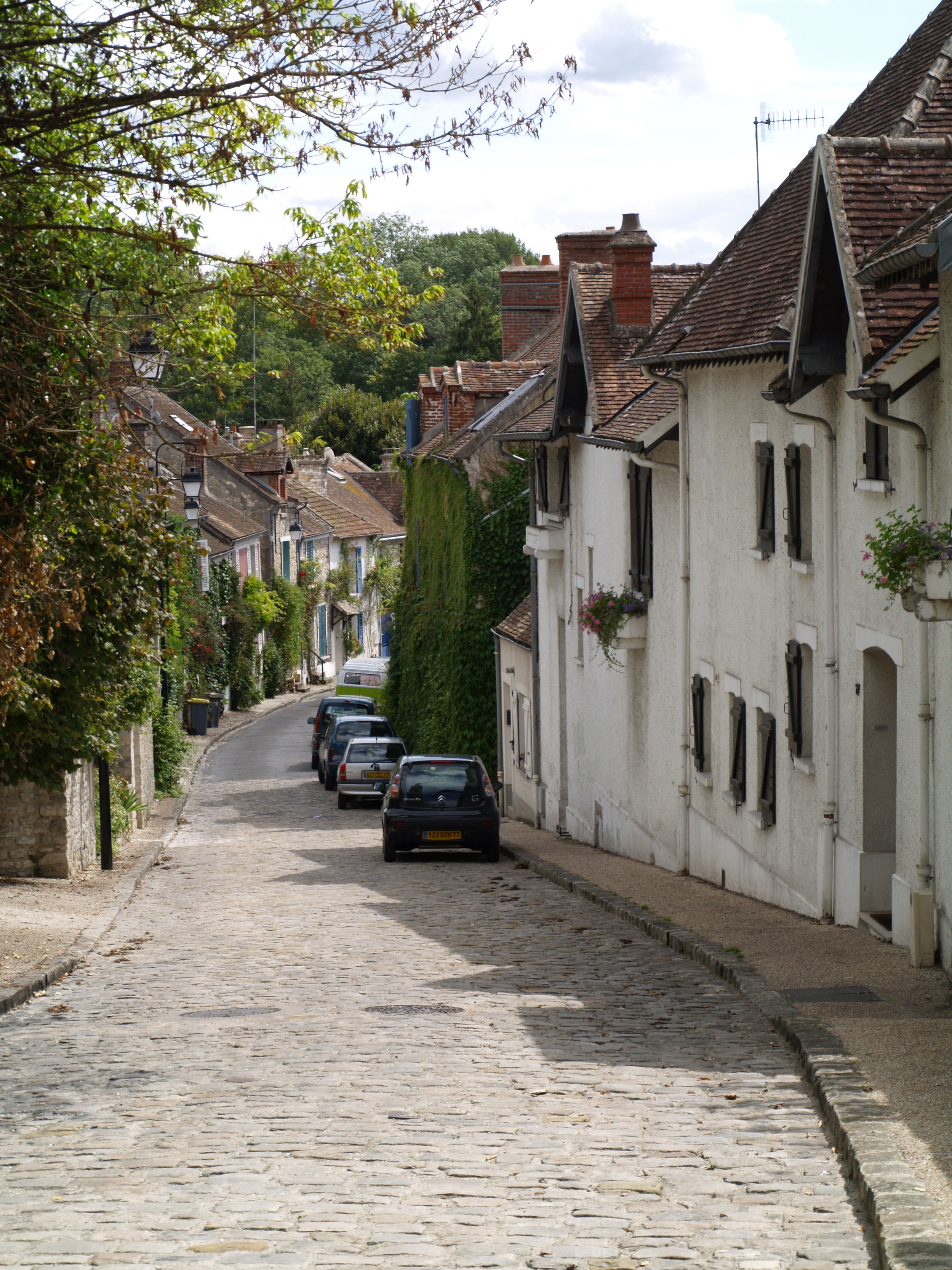
Une rue de Samois descendant vers la Seine (Rue du Bas samois).

#### Voies de communication
Trois routes départementales relient Samois-sur-Seine aux communes voisines :
- la D 137, à Fontainebleau, au nord-ouest et au sud-ouest ;
- la D 138, à Fontainebleau, à l'ouest ; à Avon, au sud ;
- la D 210, à Avon, au sud ; à Vulaines-sur-Seine et à Samoreau, à l'est.

#### Transports
Les gares de Fontainebleau-Avon et Bois-le-Roi, situées à proximité de Samois-sur-Seine, sont desservies par les trains de la ligne R du Transilien effectuant les liaisons : Paris - Montereau et Paris - Montargis.
La commune est desservie par sept lignes du réseau de bus Fontainebleau - Moret :
- ligne no 5, qui relie Vulaines-sur-Seine à Avon ;
- ligne no 6, qui relie Samoreau à Avon ;
- ligne no 7, qui relie Samois-sur-seine à Fontainebleau ;
- ligne no 9, qui relie Samoreau à Avon ;
- ligne no 43, qui relie Sivry-Courtry à Fontainebleau ;
- ligne no 45, qui relie Chartrettes à Fontainebleau ;
- ligne no 112, qui relie Héricy à Fontainebleau.

## Toponymie
Le nom de la localité est mentionné sous les formes Samesium en 986 ; Samois en 1169 ; Larricium Samesii en 1184 ; Pons de Sameis en 1189 ; Samesiae en 1209 ; Samesium en 1211 ; Sames en 1215 ; Samessium en 1220 ; Septmois en 1308 ; Samoys en 1331 ; Villa de Sameio, Senonensis diocesis en 1358 ; Sammoys en 1566 ; Samoy en 1656 ; Chamois au XVIIe siècle (Carte Boisseau).
Une forme Salamoyen, rencontrée au XIVe siècle, peut laisser penser que Samoy serait une variante du nom Salomon, souvent porté dans le Nord au Moyen Âge.
Le nom de Samois-sur-Seine a été substitué à celui de Samois par décret du 5 janvier 1903.

## Histoire
Fondation de la léproserie de Courbuisson : Ayant apprécié en Palestine, dès son retour de Croisade, des services des chevaliers de Saint-Lazare, le roi Louis VII le Jeune créa au XIIe siècle, une maladrerie ou léproserie à Samois-sur-Seine.
La plus ancienne mention de cette léproserie date de décembre 1260 ; charte de Louis IX, qui dispense le maître de cet établissement de lui payer le cens.
Les bâtiments de Saint-Lazare de Courbuisson furent démolis en 1739.
Construction de Courbuisson en fief : Après la suppression de la maladrerie, le domaine de Courbuisson fut érigé en fief. Deux seigneurs, les sieurs Mesnager et un comte de Saint-Julien en furent propriétaires. Ce lieu devint à partir de 1858 une maison forestière avec pépinière. Les bois du voisinage portent le nom de « Ventes de Courbuisson ».
Située au bord de la Seine et à la lisière de la forêt de Fontainebleau, de nombreux écrivains, artistes et autres personnalités y séjournèrent.
Les premiers hommes recherchaient des situations insulaires, afin de se protéger et de se défendre plus facilement. Les marécages et les nombreuses îles se trouvant sur le bas-Samois, plus nombreuses autrefois, offraient une situation privilégiée.
Aujourd'hui, on peut en reconnaître trois :
- « l'Île aux Barbiers », la plus grande, au milieu du fleuve où s'adossait jadis un barrage (« l'Île de la Jonchère » jointe à celle au Barbier par le service des Ponts et Chaussées au siècle dernier) ;
- « l'Île du Berceau », accessible par le quai Franklin Roosevelt en empruntant les ponts qui surplombent l’Avau Terre, le bras de la Seine situé entre Samois et l’île. Cette dernière est particulièrement connue pour avoir vu se dérouler de 1983 à 2015 le Festival Django Reinhardt, aujourd'hui déplacé au château de Fontainebleau à la suite d'une crue de la Seine et de la nouvelle législation concernant la sécurité des rassemblements publics[53] ;
- « l'Île de Thérouenne » (ou Thiérouante), plus rapprochée de la rive droite de la commune d'Héricy, se devine encore (face au stade de La Touffe et en aval) mais commence à se combler par l'amas de vases, de roseaux et parfois de déchets ménagers, donc à fusionner, avec la terre ferme.

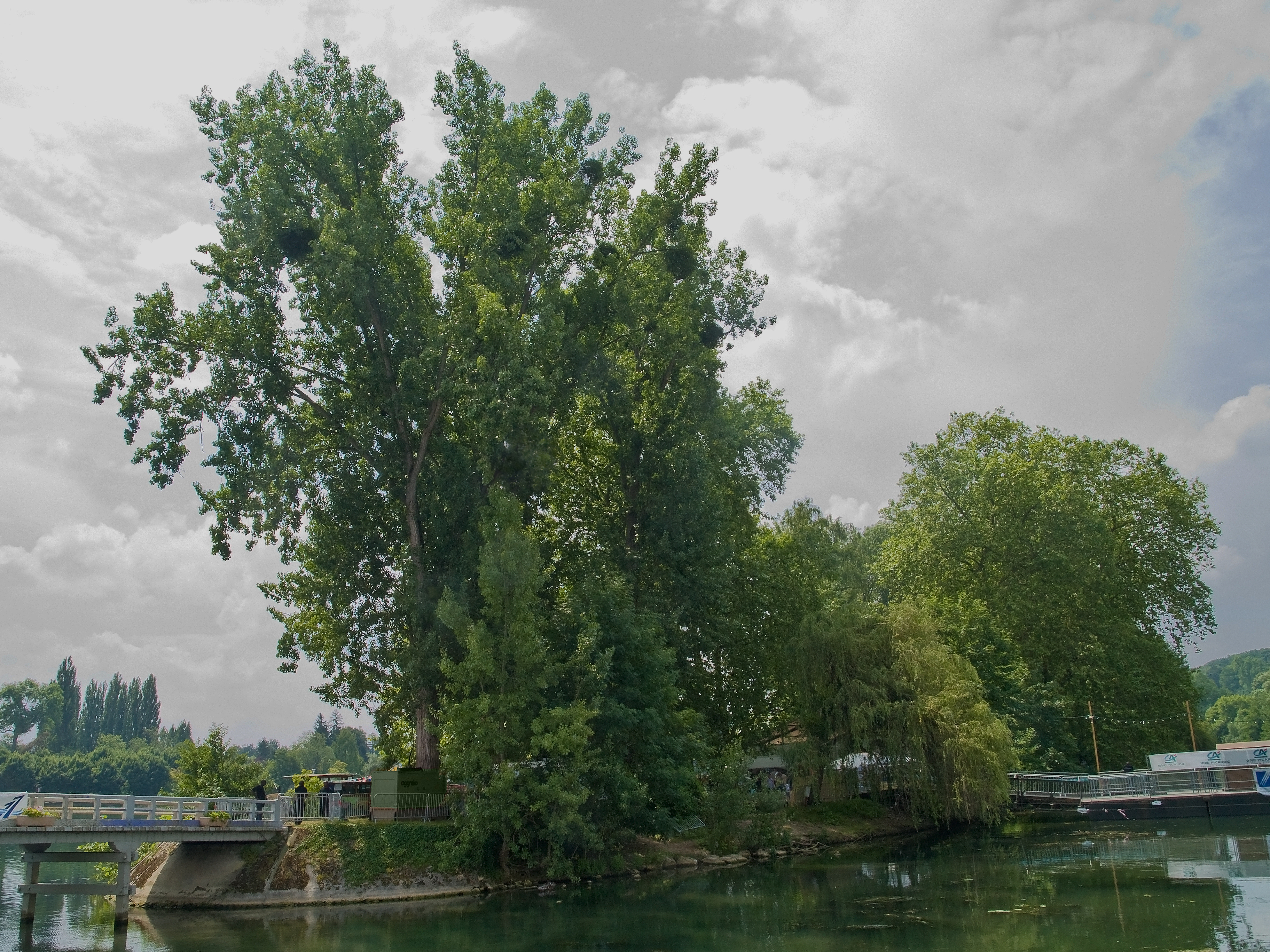
L'Île du Berceau.
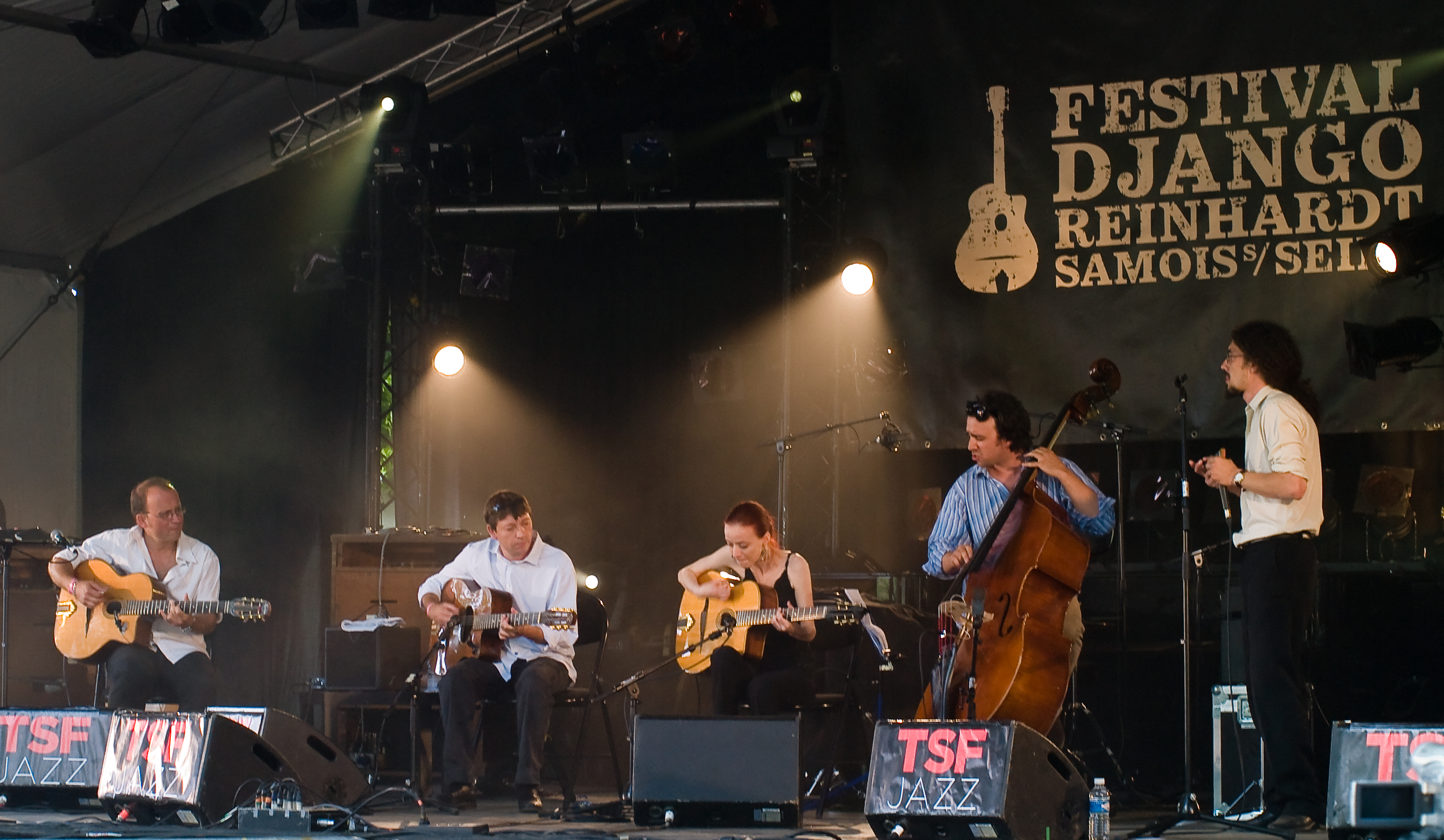
30e Festival Django Reinhardt à Samois-sur-Seine, juin 2009.

### Le pont de bois gaulois
Les relations commerciales entre les deux rives de la Seine nécessitaient la création d'un « grand pont ». Un pont en bois fut construit entre le Bas-Samois (face à la rue du Bas-Samois) et Héricy, s'appuyant en son milieu sur l'île de la Jonchère.
Ainsi fut constitué, l'un des ponts le plus long qui ait existé sur la Seine (il avait plus de 300 mètres), entre Montereau-Fault-Yonne et Évry.

### Le pont de pierre romain
Les Romains, maîtres du pays, ayant besoin d'un passage stratégique et colonisateur, utilisèrent et remplacèrent le pont de bois destructible, par un pont de pierre. Ce serait à l'empereur Julien que l'on voudrait en attribuer la construction, mais le long règne de Constance Chlore, de 293 à 306, paraît bien plus propice à l'exécution d'une œuvre aussi importante.  
Le « pont de pierre de Samois » d'une longueur de 300 mètres, fut reconstruit au XIIe siècle, pour créer un grand chemin royal de Melun, Moret-sur-Loing et Montereau-Fault-Yonne. À l'époque, Samois se nommait Samosius ou Samusius.
Il a été trouvé à Héricy dans des sépultures, des monnaies aux effigies de Néron, de Marc Aurèle, de Constantin Ier et autres ; ce qui confirme que les Romains étaient installés sur les deux rives de la Seine.

### Un lieu de passage et de commerce

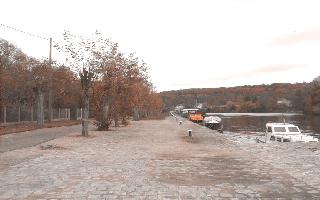
Port fluvial de Samois-sur-Seine.

La présence de ce pont explique que Jeanne d'Arc soit passée par Samois lorsqu'elle a voulu traverser la Seine pour se rendre de Vaucouleurs à Chinon.
En 1779, les voyageurs se rendant de Paris à Fontainebleau prennent le coche d'eau jusqu'à Valvin, pour un prix de 2 livres 10 sous. Le voyage dure douze heures.

### Pont de Valvins
L'ancien pont romain entre Samois-sur-Seine et Héricy n'existant plus, Louis XVIII décide d'en reconstruire un, entre ces deux communes. De construction de bois  fourni par les forêts environnantes, son emplacement plus en amont du village, à hauteur de Samoreau, est plus favorable grâce à un rétrécissement de la Seine. En 1811 les travaux débutent, mais c'est seulement en 1825 que le premier pont de Valvins sera inauguré. Pour être plus solide et adapté à la vie moderne, en 1866 le pont est reconstruit en structure métallique.  Après la Seconde Guerre mondiale, le pont entièrement détruit par l'armée allemande, sera entièrement reconstruit en béton armé, plus large et bitumé, pour faciliter la circulation toujours plus nombreuse.

## Politique et administration

### Liste des maires

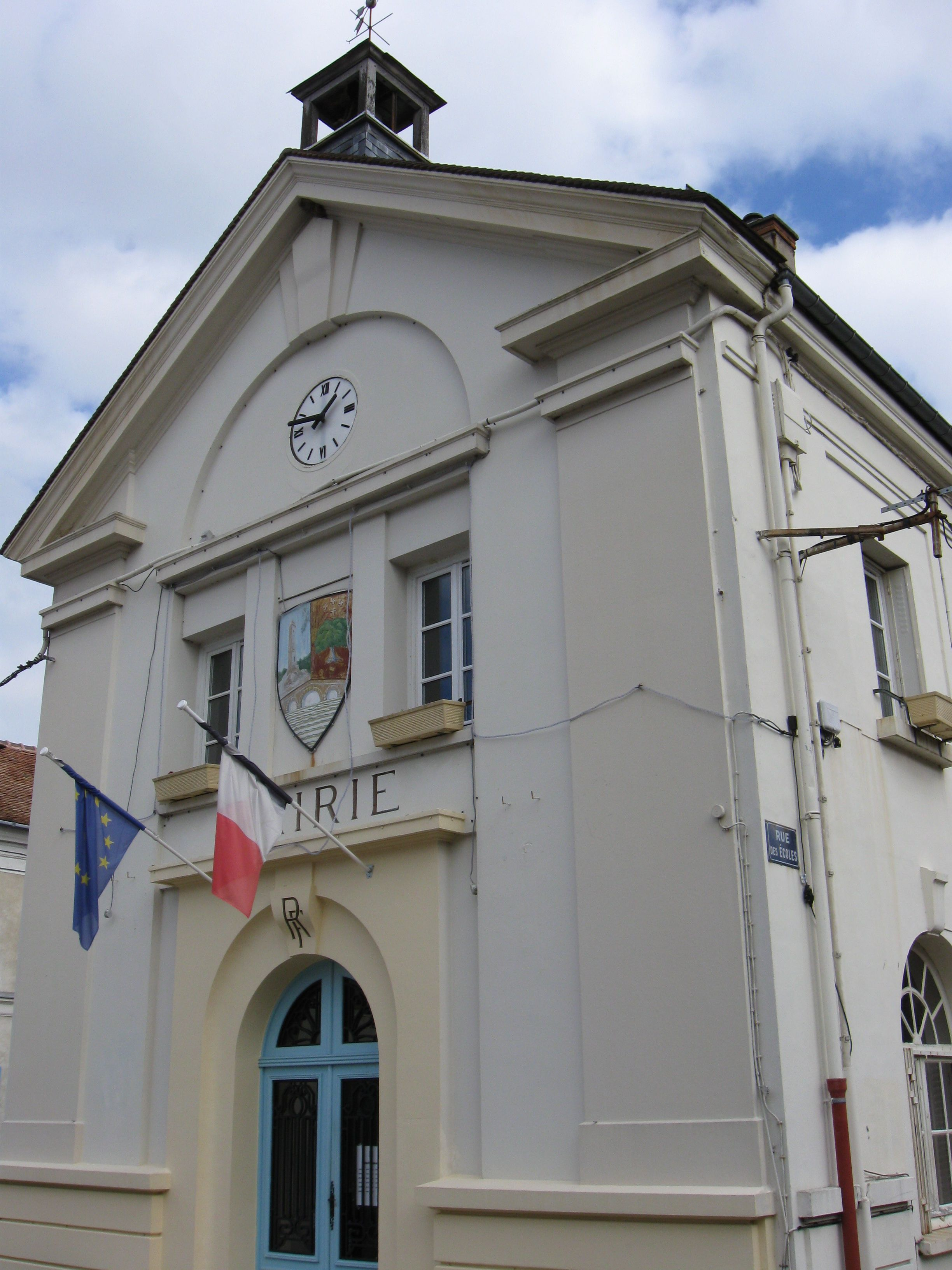
La mairie.

| Période                                  | Période        | Identité                        | Étiquette        | Qualité |
| ---------------------------------------- | -------------- | ------------------------------- | ---------------- | --- |
| 1790                                     | 1793           | Jacques-Laurent Perrier         |                  | |
| 1793                                     | 1795           | Étienne Fleury                  |                  | |
| 1795                                     | 1797           | Charles-Jean-Baptiste Bourgeois |                  | |
| 1797                                     | 1797           | Joseph Bonvallet                |                  | |
| 1797                                     | 1798           | Nicolas Camus                   |                  | |
| 1798                                     | 1805           | Pierre-Claude Lardy             |                  | |
| 1805                                     | 1809           | Jean Oudiou                     |                  | |
| 1809                                     | 1819           | Michel Périnal                  |                  | |
| 1819                                     | 1831           | Joseph Adam                     |                  | |
| 1831                                     | 1837           | Nicolas Cotelle                 |                  | |
| 1837                                     | 1839           | Jean-Louis Marouteau            |                  | Vigneron |
| 1839                                     | 1848           | Nicolas Bertrand                |                  | Marinier |
| 1848                                     | 1860           | Pierre-Charles Fleury           |                  | Marinier |
| 1860                                     | 1870           | Jacques-Abraham Brou            |                  | Serrurier |
| 1870                                     | 1871           | Michel-Alfred Vellaud           |                  | |
| 1871                                     | 1876           | François Jumeau                 |                  | |
| 1876                                     | 1884           | Michel-Alfred Vellaud           |                  | |
| 1884                                     | 1888           | Antoine-François Lelu           |                  | |
| 1888                                     | 1889           | Lucien Barbier                  |                  | |
| 1889                                     | 1892           | Auguste Oudiou                  |                  | |
| 1892                                     | 1895           | Vincent Millet                  |                  | |
| 1895                                     | 1896           | Eugène Gaucher                  |                  | |
| 1896                                     | 1903           | Auguste Oudiou                  |                  | |
| 10 juillet 1903                          | 15 mai 1904    | Fernand Labori                  |                  | Avocat Député de Seine-et-Marne (1906 → 1910) Conseiller général de Montereau-Fault-Yonne (1907 → 1913) |
| 15 mai 1904                              | mai 1908       | Auguste Oudiou                  |                  | Entrepreneur de serrurerie |
| mai 1908                                 |                | Auguste Joly                    |                  | |
| Les données manquantes sont à compléter. |                |                                 |                  | |
| 12 novembre 1944                         | 1959           | Jules Durupt                    | SE               | |
| 1958                                     | 1973           | Roger Carton                    | SE               | Officier de la Légion d'honneur, commandeur de l'ordre national du Mérite, commandeur du Ouissam Alaouite, président d'honneur des anciens combattants de Samois-sur-Seine, président départemental des décorés de la Légion d'honneur au péril de leur vie, délégué général départemental du Souvenir français. |
| 1973                                     | 20 mars 1977   | Edmond Ravot                    | SE               | |
| 20 mars 1977                             | 13 mars 1983   | Marc Jeunet                     | SE               | |
| 13 mars 1983                             | 18 juin 1995   | Jean-François Robinet           | UDF              | Journaliste Conseiller général de Fontainebleau (1992 → 2015) |
| 18 juin 1995                             | 18 mars 2001   | Annick Irlinger                 | SE               | |
| 18 mars 2001                             | 9 mars 2008    | Georges Guillo-Lohan            | SE               | |
| 9 mars 2008                              | 29 mars 2014   | Jean-François Robinet           | UMP              | Journaliste Conseiller général de Fontainebleau (1992 → 2015) Ancien conseiller régional d'Île-de-France (1998 → 2004 et 2007 → 2008) |
| 29 mars 2014                             | 3 juillet 2020 | Didier Maus                     | UDI-PR puis MRSL | Conseiller d'État, constitutionnaliste Vice-président de la CC du Pays de Fontainebleau (2014 → 2016) |
| 3 juillet 2020                           | En cours       | Michel Chariau                  | DVD              | Ancien directeur général des services |

### Jumelages
| Ville | Ville   | Pays | Pays        | Période     |
| ----- | ------- | ---- | ----------- | ----------- |
|       | Harbury |      | Royaume-Uni | depuis 1998 |

Harbury est un village et une paroisse civile  perché sur le passage de l'antique voie romaine, la Fosse Way à l'ombre du château de Warwick, en Angleterre. Il se trouve à environ 5 kilomètres à l'ouest-sud-ouest de Southam et à environ 8 kilomètres au sud-est de Royal Leamington Spa.

## Population et société

### Démographie
Dans un ouvrage de l'abbé Jean-Joseph Expilly, en 1766, un dénombrement sur la circonscription de Melun indique 122 feux (foyers) sur la commune de Samois. L'évolution du nombre d'habitants est connue à travers les recensements de la population effectués à Samois-sur-Seine depuis 1793 :
L'évolution du nombre d'habitants est connue à travers les recensements de la population effectués dans la commune depuis 1793. Pour les communes de moins de 10 000 habitants, une enquête de recensement portant sur toute la population est réalisée tous les cinq ans, les populations de référence des années intermédiaires étant quant à elles estimées par interpolation ou extrapolation. Pour la commune, le premier recensement exhaustif entrant dans le cadre du nouveau dispositif a été réalisé en 2004.

En 2022, la commune comptait 2 066 habitants, en évolution de −0,1 % par rapport à 2016 (Seine-et-Marne : +3,92 %, France hors Mayotte : +2,11 %).
| 1793 | 1800 | 1806 | 1821 | 1831  | 1836  | 1841  | 1846  | 1851  |
| ---- | ---- | ---- | ---- | ----- | ----- | ----- | ----- | ----- |
| 895  | 808  | 927  | 974  | 1 053 | 1 038 | 1 055 | 1 102 | 1 150 |

| 1856  | 1861  | 1866  | 1872  | 1876  | 1881  | 1886  | 1891  | 1896  |
| ----- | ----- | ----- | ----- | ----- | ----- | ----- | ----- | ----- |
| 1 066 | 1 085 | 1 145 | 1 087 | 1 092 | 1 191 | 1 130 | 1 020 | 1 036 |

| 1901  | 1906  | 1911  | 1921 | 1926  | 1931  | 1936  | 1946  | 1954  |
| ----- | ----- | ----- | ---- | ----- | ----- | ----- | ----- | ----- |
| 1 031 | 1 050 | 1 094 | 942  | 1 014 | 1 124 | 1 113 | 1 273 | 1 364 |

| 1962  | 1968  | 1975  | 1982  | 1990  | 1999  | 2004  | 2006  | 2009  |
| ----- | ----- | ----- | ----- | ----- | ----- | ----- | ----- | ----- |
| 1 380 | 1 373 | 1 574 | 1 574 | 1 916 | 2 236 | 2 079 | 2 021 | 2 107 |

| 2014  | 2019  | 2022  | - | - | - | - | - | - |
| ----- | ----- | ----- | - | - | - | - | - | - |
| 2 093 | 2 040 | 2 066 | - | - | - | - | - | - |

### Enseignement
Samois-sur-Seine est située dans l'académie de Créteil.
La ville administre une école maternelle et une école élémentaire communales.

## Économie

### Revenus de la population et fiscalité
En 2017, le nombre de ménages fiscaux de la commune était de 879 (dont 74 % imposés), représentant 2 136 personnes et la  médiane du revenu disponible par unité de consommation  de 31 070 euros.

### Emploi
En 2017 , le nombre total d’emplois dans la zone était de 356, occupant 861 actifs  résidants.
Le taux d'activité de la population (actifs ayant un emploi) âgée de 15 à 64 ans s'élevait à 69,2 % contre un taux de chômage de 8,4 %.
Les 22,4 % d’inactifs se répartissent de la façon suivante : 10,8 % d’étudiants et stagiaires non rémunérés, 6,2 % de retraités ou préretraités et 5,4 % pour les autres inactifs.

### Entreprises et commerces
En 2015, le nombre d'établissements actifs était de 270 dont 2 dans l'agriculture-sylviculture-pêche, 9 dans l’industrie, 14 dans la construction, 209 dans le commerce-transports-services divers et 36  étaient relatifs au secteur administratif.
Ces établissements ont pourvu 452 postes salariés.
- Le constructeur de manège Reverchon Industries.

## Culture locale et patrimoine

### Lieux et monuments

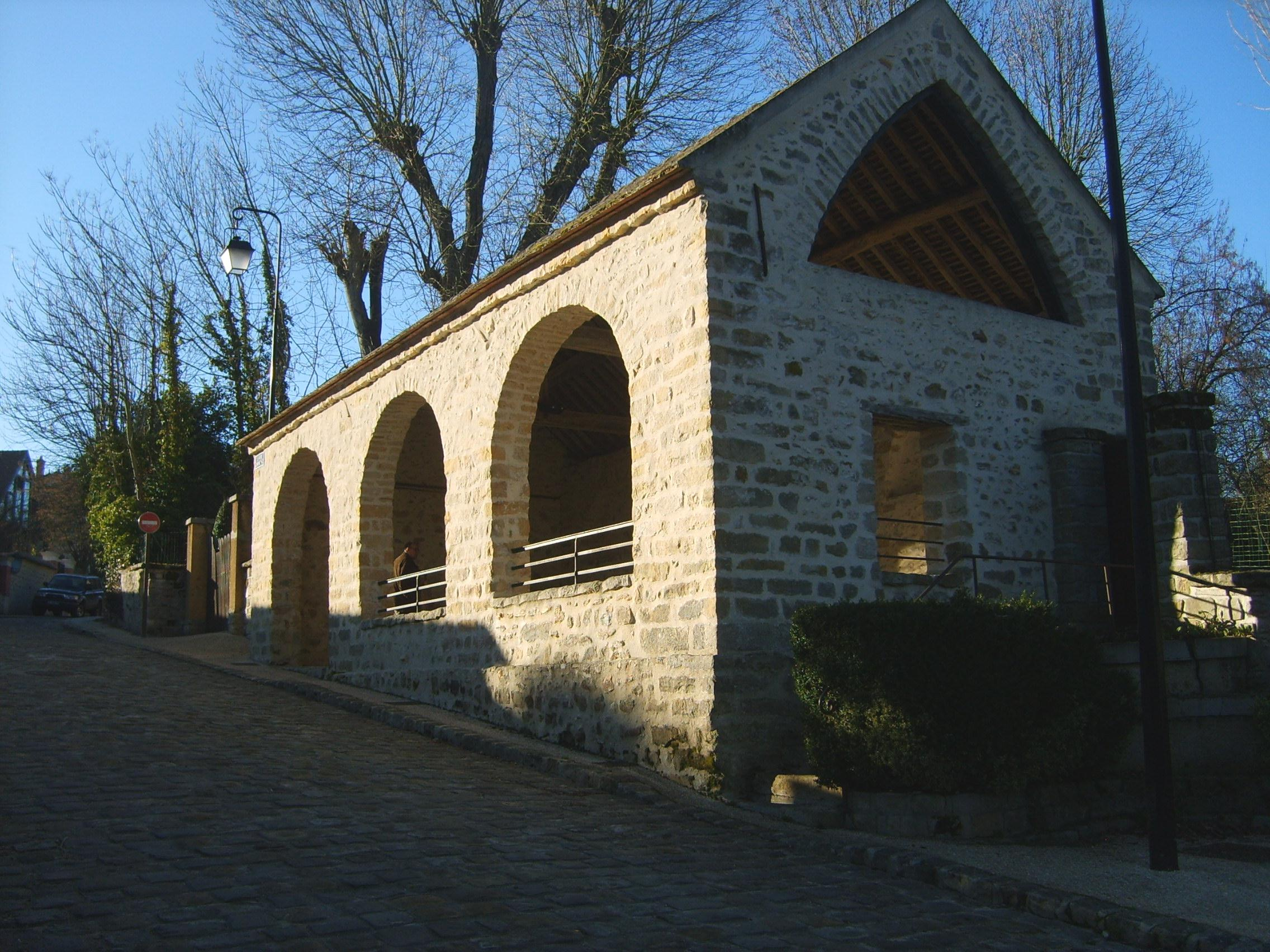
Lavoir de Samois-sur-Seine (dans la rue du bas samois).

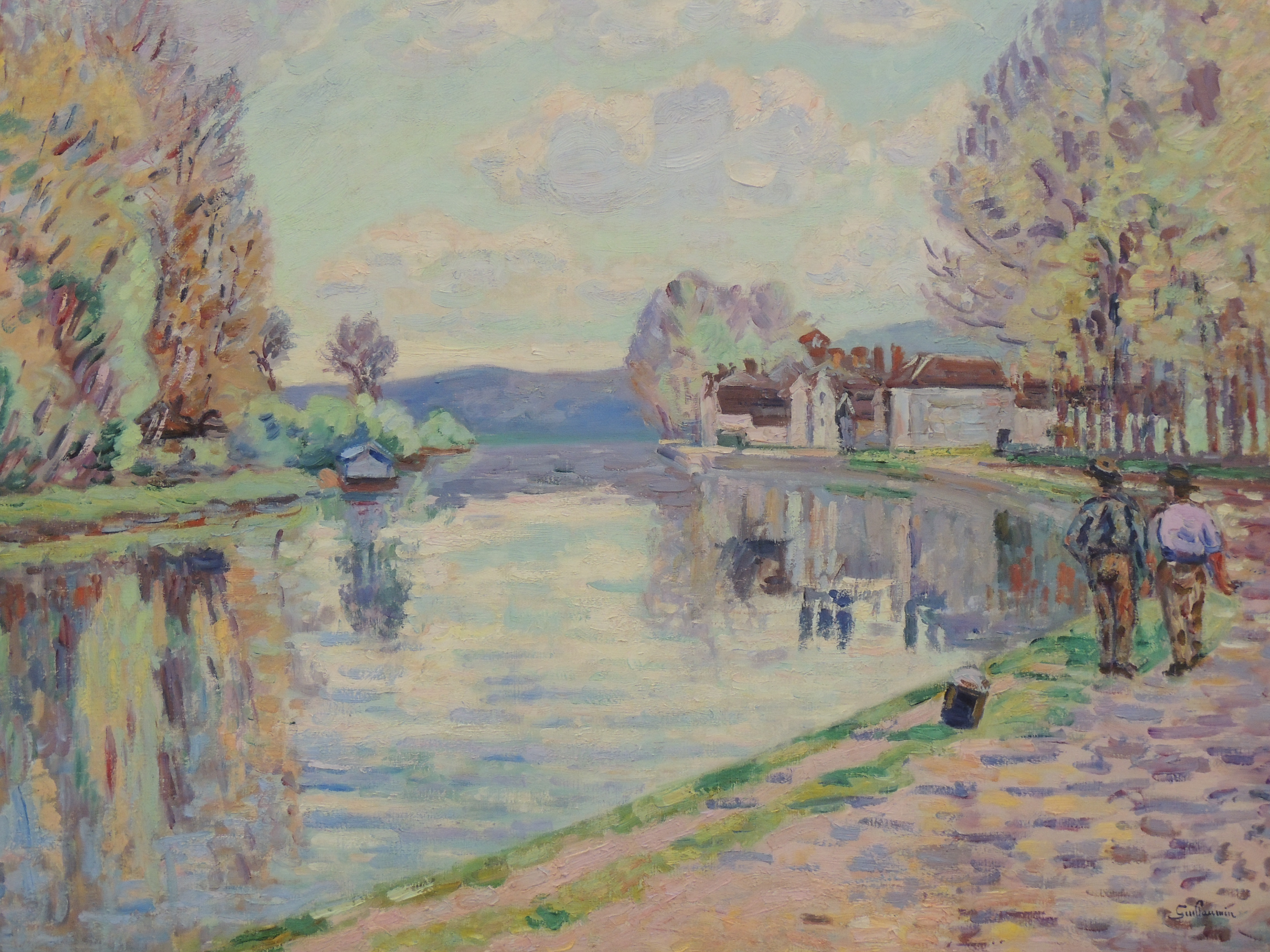
La Seine à Samois, vers 1898
Armand Guillaumin
Musée d'art moderne André Malraux, Le Havre

| Intitulé                                              | Monument classé | Monument inscrit |
| ----------------------------------------------------- | --------------- | ---------------- |
| Les Caves, 25 rue Auguste-Joly                        |                 | x                |
| Église                                                |                 | x                |
| Villa Les Fontaines Dieu - 1, quai Franklin-Roosevelt |                 | x                |
| Intitulé                                              | Site classé     | Site inscrit     |
| Forêt domaniale de Fontainebleau                      | x               |                  |
| Iles aux Barbiers, de la Jonchère et du Berceau       |                 | x                |
| Site des abords du ru de la Gaudinel                  | x               |                  |
| Source : Iaurif                                       |                 |                  |

#### Les Caves, 25 rue Auguste-Joly
Cette ancienne chapelle a été inscrite à l'inventaire des monuments historiques le 14 septembre 1949.
Le couvent -  le prieuré -  l'église -  l'ancien presbytère.

#### Le château et l'ermitage de La Madeleine
Fondé par le gentilhomme breton Jacques Godemel avec l'assentiment du roi Louis XIII, cet ermitage devient rapidement un lieu de pèlerinage. Louis XIV y fit construire un pavillon et un bassin pour accueillir les eaux des sources afin d'alimenter un moulin en contrebas. Les carmes du prieuré des Basses-Loges à Avon s'y installent, puis cèdent l'ermitage, en 1750, à Louis François Thouron de Morangel. Le nouveau propriétaire construit, en avant du pavillon édifié par Louis XIV, deux bâtiments, auxquels est ajouté un autre édifice en 1752. Vendu comme bien national durant la Révolution, l'ensemble réintègre le domaine royal sous Charles X. La monarchie de Juillet l'inscrivit sur la « liste civile » du roi Louis-Philippe. C'est de ce dernier que madame Hamelin, ancienne Merveilleuse du Directoire, espionne durant l'Empire, devenue légitimiste sous le règne de Louis-Philippe, reçoit à bail en 1830, les 2 hectares, 75 ares et 21 centiares de l'Ermitage de la Madeleine, avec la maison, ses dépendances, son jardin et son parc, le tout pour la somme de 300 francs l'an. Madame Hamelin y fréquentera de nombreuses années le couple Victor Hugo ses voisins et y attirera d'éminentes personnalités artistiques et politiques de l'époque dont Chateaubriand, Berryer ou encore Laure Regnaud de Saint-Jean d'Angély. Par ailleurs, elle se prit de tendresse pour la petite Antonia surnommée Tony, la fille du boulanger de Samois, dont elle s’occupa telle une réelle grand-mère de substitution jusqu'à sa mort. À la mort de madame Hamelin, en 1851, la Deuxième République renverra le domaine au privé, en le cédant à l'agent de change, Alfred de Tattet, enterré au cimetière de Samois-sur-Seine, ami de George Sand et d'Alfred de Musset, qui y feront là maints séjours et y composeront certaines de leurs œuvres. Démoli, le château est rebâti en 1912. Après la Deuxième Guerre mondiale, le château, aujourd'hui propriété privée, est le siège du SHAPE (en anglais Supreme Headquarters Allied Powers Europe, SHAPE) signifiant « Centre de commandement militaire des forces alliées en Europe » pour l'OTAN. L'ensemble sera restauré en 1991 par l'institution qui l'occupe.

#### Le couvent -  Le prieuré -  L'église -  L'ancien presbytère
Un couvent, de l'ordre de saint Augustin existait autrefois à Samois. L'église d'alors faisait partie de cet ordre et pour cela, la tour du clocher qui remonte au XIe siècle, avec le chœur du douzième, sont les seuls restes de cet édifice.

#### Église Saint-Hilaire
Cette église a été inscrite à l'inventaire des monuments historiques le 22 août 1949.
L'une des cloches, datée de 1789, a été classée à l'inventaire des monuments historiques le 2 octobre 1942.
De même, la châsse-reliquaire, en bois peint avec six statuettes en bois doré, surmontée de pots à feu et d'un temple au sommet, a été classée à l'inventaire des monuments historiques le 10 mai 1995.
À l'intérieur de cette église, on peut admirer une statue de la Vierge à l'Enfant, datée du XIVe, classée à l'inventaire des monuments historiques le 29 décembre 1906.
Dans le cimetière, la croix supportant une statuette de saint Hilaire, patron de la paroisse, en costume épiscopal, datée du XIVe, a également été classée à l'inventaire des monuments historiques le 29 décembre 1906.

#### VillaLes Fontaines-Dieu
Cette maison, construite en 1896 a été transformée en luxueuse résidence par l'architecte Eugène Cottin. Elle a été inscrite à l'inventaire des monuments historiques le 18 mars 2002.

#### Jardins remarquables
De nombreux jardins ont été inventoriés au pré-inventaire des jardins remarquables de France :
- jardin de la villa Ruissel-sous-Bois, 10 quai des Plâteries[82] ;
- jardin de la villa Rochefontaine, 14 quai des Plâteries[83] ;
- jardin de la villa Marie-Fanny, 5 quai Franklin-Roosevelt[84] ;
- jardin de la villa des Sources, 9 quai Franklin-Roosevelt[85] ;
- jardin de la villa du Country-Club, 11 quai Franklin-Roosevelt[86] ;
- jardin du parc du château de Bellefontaine[87] ;
- jardin de la villa Les Fontaines-Dieu, 1 quai Franklin-Roosevelt[88].

#### La tour de Samois
La tour de Samois, située sur le sommet du rocher de Samois est une tour d'observation élevée dans un but touristique en 1880 par Hebert Isidor. La tour est aujourd'hui abandonnée et interdite d'accès.

#### Le quai Franklin-Roosevelt - port fluvial
Belles promenades le long des quais jonchés de péniches, et bordés de restaurants jusqu'au chemin de halage. Autrefois existait une écluse avec double barrage et passerelles de halage.

#### Le château de Bellefontaine
Propriété du prince Nicolas Troubetskoï, puis de Catherine Troubetskoï (1840-1875) et du Prince Nicolas Orloff, (1827-1885), ambassadeur de Russie à Bruxelles, Vienne, Londres et Paris. Il participe à la constitution de l'Alliance franco-russe. Il meurt au château de Bellefontaine le 29 mars 1885 et bénéficie de funérailles imposantes. Le service funèbre est célébré dans le château selon le rite orthodoxe, en présence du nouvel ambassadeur russe, le baron Mohrenheim.
Le prince Vladimir Nicolaievitch Orloff, fils de Nicolas Orloff, meurt à Bellefontaine, où il s'était retiré au lendemain de la révolution russe.
Le domaine du château de Bellefontaine occupe près de 4 ha sur les communes de Samois et d'Avon, sur un site classé Natura 2000. En mai 2011, la ville de Paris, propriétaire du domaine depuis 1944, s'est résolue à le mettre en vente. Lancé en 2006, un projet d'aménagement pour de l'action sociale n'a pas abouti et le château se retrouve dans un état très dégradé. Le projet de vente, prévu pour deux millions d'euros, a été présenté au conseil municipal du 13 mai 2011.

### Personnalités liées à la commune

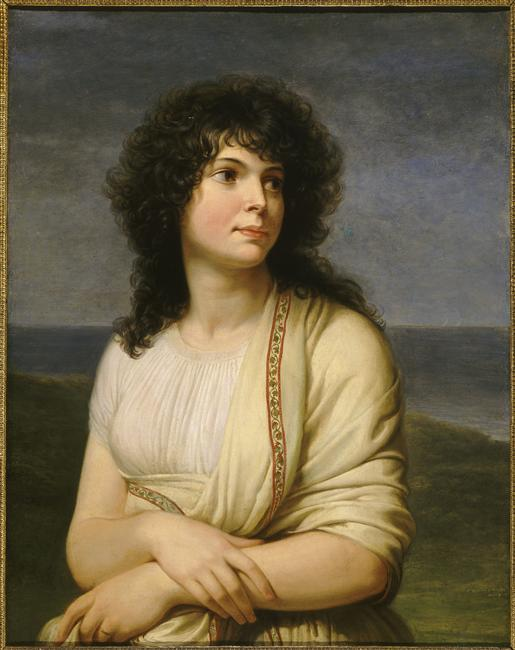
Madame Hamelin.

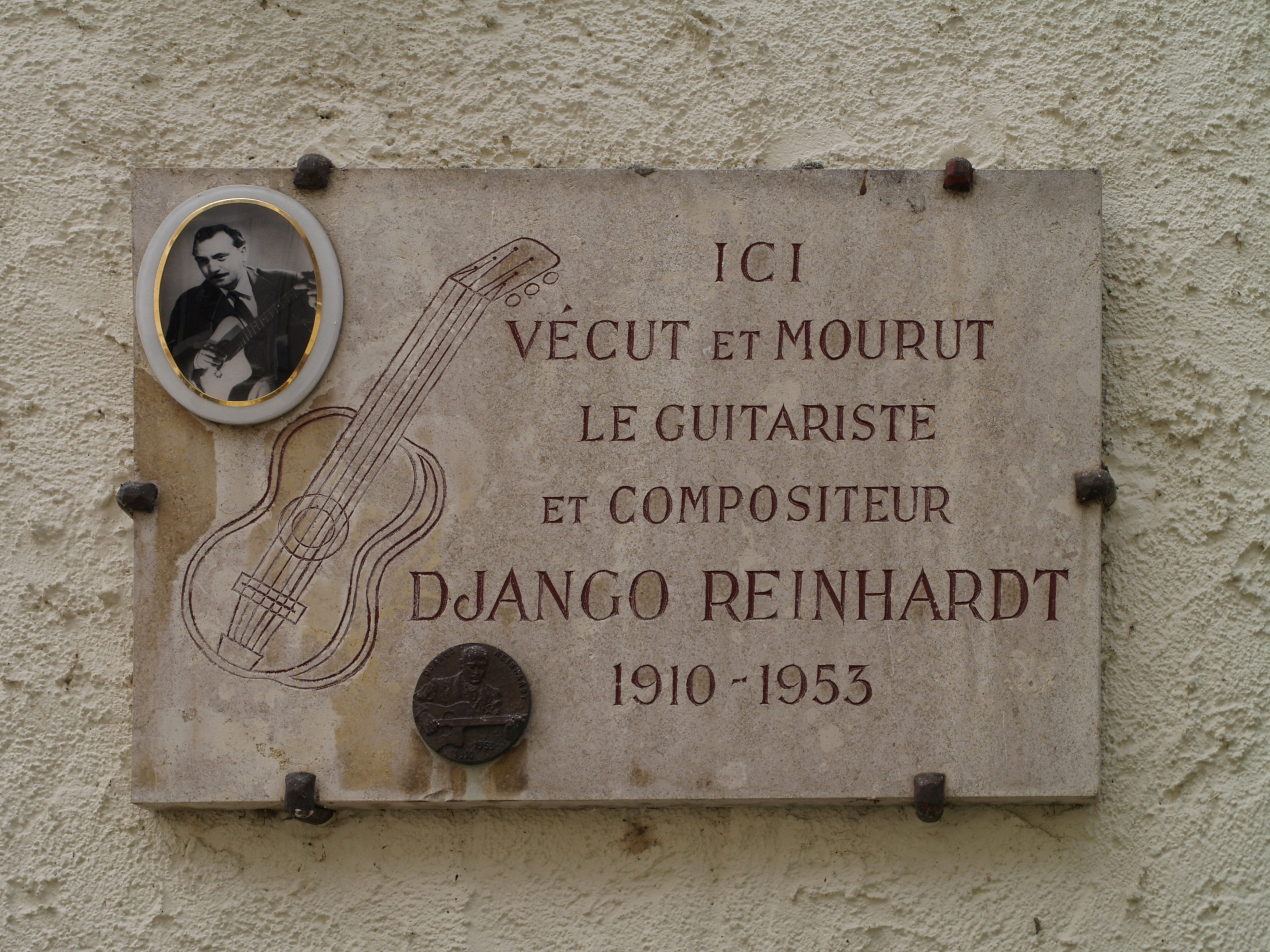
Plaque à la mémoire de Django Reinhardt.

- Jean de Maximy (1931- 2014), artiste peintre, père du célèbre globe-trotter, Antoine de Maximy.
- Jean de Samois ( -1302), religieux franciscain français devenu évêque de Lisieux[92], y est né.
- Jeanne d'Arc[pourquoi ?] (1412-1431), figure emblématique de l'Histoire de France.
- Fortunée Hamelin (1776-1851), dite Madame Hamelin, amie de Joséphine de Beauharnais[71].
- Victor Hugo[pourquoi ?] (1802-1885), écrivain et philosophe.
- Clément-Auguste Andrieux (1829-1880), peintre et lithographe, y est mort.
- Élémir Bourges (1852-1925), écrivain français, y résida.
- Armand Point (1860-1932), artiste peintre, ami d'Élémir Bourges depuis 1890, y résida jusqu'en 1892, puis s'installa à Marlotte.
- Fernand Labori (1860-1917), juriste français, qui fut notamment le défenseur d’Émile Zola en 1898 et du capitaine Alfred Dreyfus, devant le conseil de guerre, à Rennes en 1899 ; fut maire de Samois de 1903 à 1904 et député de Seine-et-Marne de 1906 à 1910.
- Émile Dermenghem (1892-1971), chartiste et écrivain, y est mort.
- Georges Simenon[pourquoi ?] (1903-1989), écrivain belge de romans policiers, y situe une partie de l'enquête du commissaire Maigret intitulée " L'écluse n°1".
- Pierre Bourgeois (1904-1976), dirigeant français de l'industrie musicale et de la télévision. Il fut, avec l'ancien maire de Samois Jean-François Robinet, le cofondateur du 1er festival Django Reinhardt de Samois en 1968. Membre du conseil municipal de 1974 à 1976, y résidait, y est mort et y est enterré.
- Joseph-Marie Lo Duca (1910-2004), écrivain italien, y habita et y est mort.
- Django Reinhardt (1910-1953), guitariste manouche, s'installe à Samois en 1951, y est inhumé.
- Hortense Dufour[pourquoi ?] (1946- ), romancière française.
- Véronique Sanson (1949- ), pianiste, auteur-compositeur-interprète de chansons. Une partie du documentaire, Véronique Sanson, une fée sur son épaule diffusé sur France 5, le 5 mars 2010, se déroule à Samois.
- Louis Wibratte, directeur de Paribas, résistant y avait une villa.

### Héraldique, logotype et devise
| Blason de Samois sur Seine | Parti : au premier d'azur à la tour d'argent posée sur un mont au naturel, au second de gueules à l'arbre arraché cousu de sinople surmonté de quatre oiseaux volants de sable ; au pont de trois arches d'argent sur une rivière ondée aussi d'argent et d'azur, brochant en pointe sur la partition. |